# Kalinowo
Kalinowo (deutsch Kallinowen, 1938 bis 1945 Dreimühlen) ist ein Dorf im Powiat Ełcki der Woiwodschaft Ermland-Masuren in Polen. Es ist Sitz der gleichnamigen Landgemeinde mit 6670 Einwohnern (Stand 31. Dezember 2020).

## Geographische Lage
Kalinowo liegt im östlichen Masuren, 20 Kilometer nordöstlich der Stadt Ełk (Lyck).

## Geschichte
Das Dorf Kallinowen entstand vermutlich im 15. Jahrhundert. Die Herkunft des Namens ist nicht eindeutig geklärt. Vermutlich stammt er vom slawischen Wortstamm kalina für einen Hügel ab, zugleich ist aber Kalina auch ein Vorname.
Erstmals urkundlich erwähnt wurde es 1499 durch einen Pfarrer Mathias in Calinowo, was als offizielles Gründungsdatum der Gemeinde Verwendung findet, so auch 1999 zur 500-Jahr-Feier der Gemeinde. Aufgrund dieser ersten Erwähnung eines Pfarrers ist anzunehmen, dass zu diesem Zeitpunkt schon eine Kirche im Ort bestanden hat.
1656 fielen die mit Polen verbündeten Tataren in weite Teile Masurens und damit Kallinowen ein und sorgten für eine nahezu vollständige Zerstörung des damals preußischen Dorfes. Ein großer Teil der 800 Personen umfassenden Dorfbevölkerung kam dabei ums Leben oder wurde für Zwecke der Sklaverei in die Tatarei verschleppt. Überliefert ist, dass es dem damaligen Pfarrer Baranowski gelang, mit seiner Frau und einem zweijährigen Sohn zu fliehen. Dieser wurde dann aber in Czychen (polnisch Cichy) von einbrechenden Tataren gefangen genommen, verschleppt und versklavt. Er verstarb als Galeerensklave auf Kreta. Sein für tot gehaltener Sohn wurde in Czychen gefunden, nach Lyck verbracht und überlebte. Der ebenso in die Tatarei verschleppte Kallinower Lehrer Zaborovius konnte von dort entkommen, kehrte nach langem Fußmarsch nach Kallinowen zurück und wurde als Nachfolger von Baranowski Pfarrer.
Aufgrund der Bestimmungen des Versailler Vertrags stimmte die Bevölkerung im Abstimmungsgebiet Allenstein, zu dem Kallinowen gehörte, am 11. Juli 1920 über die weitere staatliche Zugehörigkeit zu Ostpreußen (und damit zu Deutschland) oder den Anschluss an Polen ab. In Kallinowen stimmten 380 Einwohner für den Verbleib bei Ostpreußen, auf Polen entfiel keine Stimme. In anderen Berichten stimmten 375 Einwohner für den Verbleib bei Ostpreußen und 3 Einwohner für den Anschluss an Polen.
Bis 1945, dem Ende des Zweiten Weltkrieges, gehörte Dreimühlen (Kallinowen) zu Ostpreußen im Deutschen Reich und fiel dann an Polen, in dessen Grenznähe es sich schon vorher befand. Die ursprünglich hier ansässige Bevölkerung wurde, soweit sie nicht geflüchtet war, nach 1945 größtenteils vertrieben, während Neubürger aus anderen Teilen Polens – insbesondere aus der Region Rączki – hier angesiedelt wurden. Dreimühlen erhielt seinen alten masurischen Namen in der polnischen Form „Kalinowo“ zurück.
1975 bis 1998 gehörte Kalinowo zur Woiwodschaft Suwałki. Im Rahmen einer polnischen Gebietsreform entstand zum 1. Januar 1999 neu die Woiwodschaft Ermland-Masuren, die territorial im Wesentlichen der ehemaligen Provinz Ostpreußen – ohne den als Oblast Kaliningrad Russland zugehörigen Nordteil – entspricht.

### Amtsbezirk Kallinowen/Dreimühlen (1874–1945)
Im Mai 1874 kam es zur Bildung des Amtsbezirks Kallinowen aus den elf Landgemeinden Alt Czymochen, Dorschen, Gingen, Iwaschken, Kallinowen, Kokosken, Kowahlen, Maaschen, Marczynowen, Pientken und Trentowsken (11 Gemeinden). Er wurde zunächst verwaltet vom Amtsvorsteher in Marczynowen.
1908 kam es zu einer Gemeindereform, in der die Dörfer Kowahlen und Trentowsken einem anderen Amtsbezirk zugeschlagen wurden, so dass neun Dörfer weiter im Amtsbezirk Kallinowen verblieben.
1926 wurde das darin befindliche an Kallinowen angrenzende Dorf Pientken in Blumental umbenannt. 1928 erfolgte die Umbenennung von Marczynowen in Martinshöhe. 1929 bekam Alt Czymochen den neuen Namen Finsterwalde. 1931 wurde der Amtsbezirk Kallinowen neu strukturiert mit den nun dazugehörigen Dörfern Blumental, Dluggen, Dorschen, Finsterwalde, Gingen, Hennenberg, Iwaschken, Kallinowen, Kolleschnicken, Kreuzborn, Maaschen, Martinshöhe und Prawdzisken. Der bisher in Marczynowen (Martinshöhe) ansässige Amtsvorsteher von Kallinowen hatte seinen Sitz fortan in Dluggen.
Am 16. Juli 1938 erfolgte die Umbenennung der Ortschaft Kallinowen in Dreimühlen. Weitere Dörfer des Amtsbezirks mit masurischen Ortsnamen wurden eingedeutscht bzw. umbenannt: Dluggen in Langenhöh, Iwaschken in Hansbruch, Kolleschnicken in Jürgenau, Maaschen in Maschen und Millewen in Millau. Am 15. November 1938 erfolgte auch die Umbenennung des dazugehörigen Amtsbezirks Kallinowen in Amtsbezirk Dreimühlen.

## Religionen

### Kirchengebäude
Mit dem Wiederaufbau nach 1656 entstand im Zentrum des Ortes eine neue Holzkirche. Diese brannte in den Kampfhandlungen des Ersten Weltkrieges komplett ab. Von 1924 bis 1926 entstand an deren Stelle nach Plänen von Architekt und Kirchenbaumeister Arthur Kickton ein Neubau aus Feldsteinen, die bis heute weitgehend unverändert erhalten ist, bis auf die 1945 vorgenommene Umwidmung von einer evangelischen in eine katholische Kirche.

### Kirchengemeinde

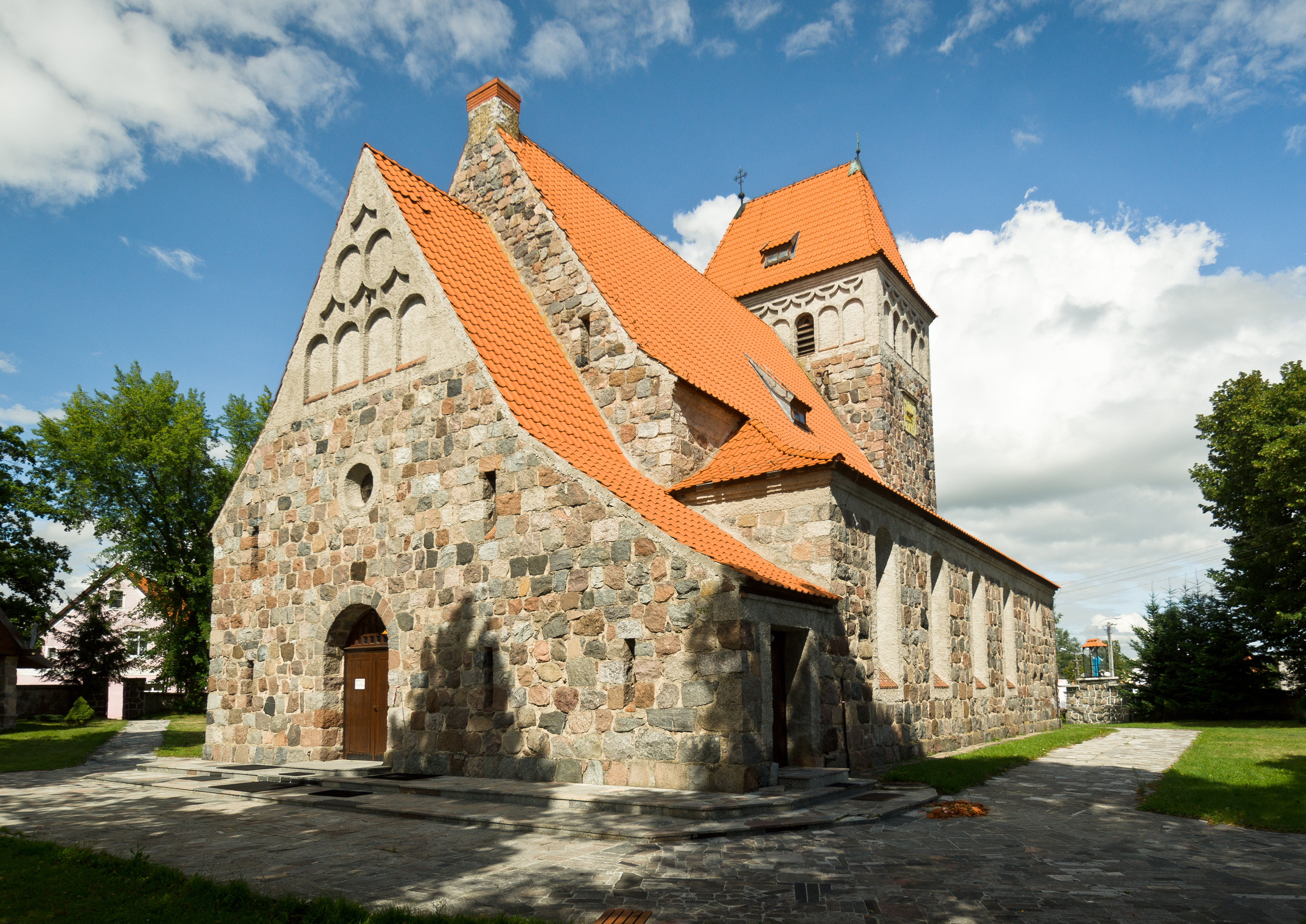
Die Kirche in Kalinowo von Südwesten

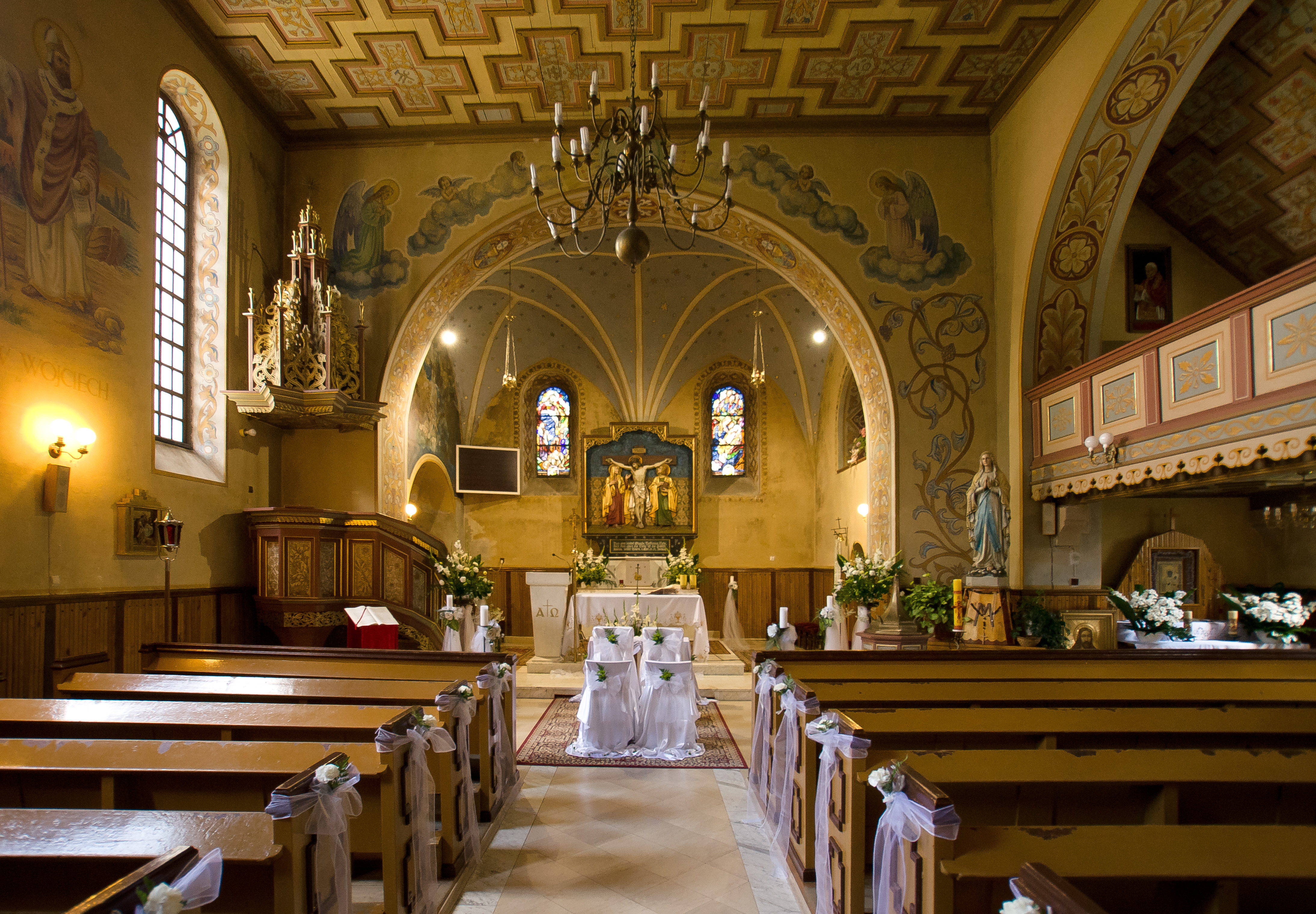
Blick auf den Altarraum der Kirche

#### Evangelisch
Ein Kirchdorf war Kallinowen bereits in vorreformatorischer Zeit. Die lutherische Reformation hielt hier sehr bald Einzug, und es amtierten bis 1906 zwei Geistliche gleichzeitig. Zum Kirchspiel Kallinowen waren zahlreiche Ortschaften in der Umgebung eingepfarrt, und 1925 zählte die Pfarrei 3.600 Gemeindeglieder. Sie gehörte bis 1945 zum Kirchenkreis Lyck in der Kirchenprovinz Ostpreußen der Kirche der Altpreußischen Union.
Flucht und Vertreibung der einheimischen Bevölkerung machten die Arbeit der evangelischen Kirchengemeinde hier nicht mehr möglich. Die heute hier lebenden nur wenigen evangelischen Kirchenglieder halten sich zur Kirchengemeinde in der Kreisstadt Ełk (Lyck), einer Filialgemeinde der Pfarrei in Pisz (deutsch Johannisburg) in der Diözese Masuren der Evangelisch-Augsburgischen Kirche in Polen.

#### Römisch-katholisch
Vor 1945 lebten in der Region Kallinowen nur sehr wenige Katholiken. Sie waren der Pfarrei Prawdziska (Prawdzisken, 1938 bis 1945 Reiffenrode) im Dekanat Masuren II (Sitz: Johannisburg) im Bistum Ermland zugeordnet.
Seit 1946 besteht nun in Kalinowo eine eigene Pfarrei. Sie gehört zum Dekanat Miłosierdzia Bożej in Ełk im Bistum Ełk der Römisch-katholischen Kirche in Polen.

## Sehenswürdigkeiten
Zu den Sehenswürdigkeiten zählt die nach mittelalterlichem Vorbild 1924 bis 1926 errichtete Feldsteinkirche in Kalinowo, die im Inneren eine bemalte Holzdecke des Künstlers Ernst Fey aus Berlin aufweist. Der Altarschrein weist die Figur des gekreuzigten Heilands, der Maria und des Johannes als Werk eines Bildhauers aus München auf.

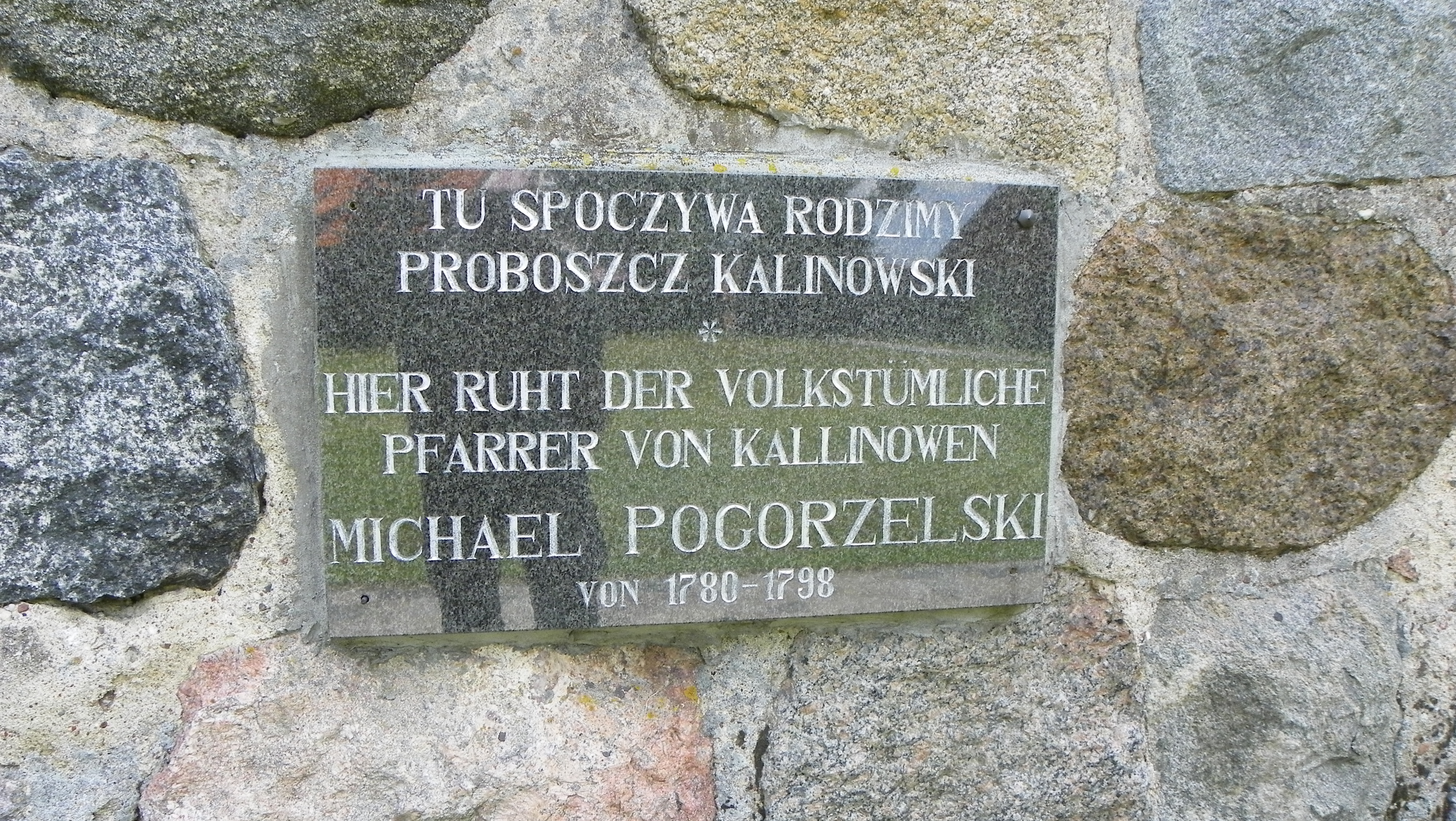
Gedenktafel für Pfarrer Michael Pogorzelski

Neben der Kirche befinden sich das Grab und eine zweisprachige Gedenktafel für den früheren Pfarrer Michael Pogorzelski, der hier von 1780 bis 1798 in Deutsch wie Masurisch predigte. Dieser wurde in der Komödie Zauberer Gottes von Paul Fechter aus Elbing beschrieben.
Darüber hinaus gibt es dort eine Gedenktafel für Bernhard Rostock, der von 1739 bis 1759 Pfarrer in Kallinowen war und das Kirchenlied Das Feld ist weiß, die Ähren neigen sich schrieb.
Ab 1918 führte von Lyck (Ełk) nach Turowen (1938 bis 1945 Auersberg, polnisch Turowo) mit einem Bahnhof in Kallinowen (Kalinowo) eine Schmalspurstrecke der Lycker Kleinbahnen, die seit 1992 auch unter Denkmalschutz steht. Der reguläre Personenverkehr wurde 2001 von der Polnischen Staatsbahn (PKP) eingestellt. Eine Wiederherstellung der Strecke zumindest zwischen Ełk und Sypitki (Sypittken, 1938 bis 1945 Vierbrücken) wird für touristische Zwecke durch einen privaten Verein betrieben. Eine Verlängerung nach Kalinowo ist dabei in Planung.

## Gemeinde
Zur Landgemeinde (gmina wiejska) Kalinowo mit einer Fläche von 285,2 km² gehören das Dorf selbst und 41 weitere Dörfer mit Schulzenämtern (sołectwa).

## Verkehr

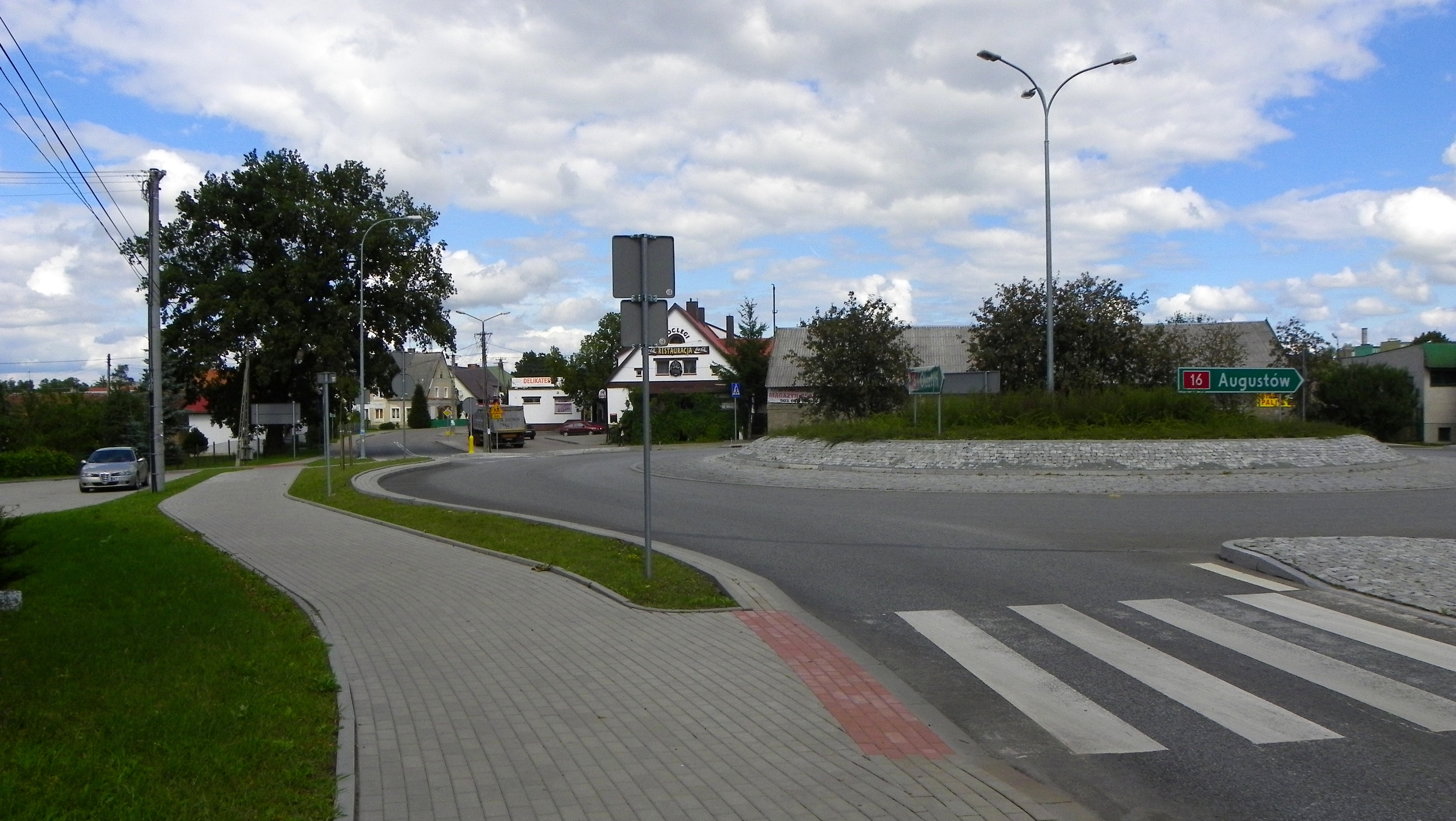
Verkehrskreisel: Einmündung der DW 661 in die DK 16

Die Gemeinde Kalinowo liegt an der verkehrspolitisch bedeutenden polnischen Ost-West-Achse Landesstraße DK16 (überwiegend deutsche Reichsstraße 127), die die drei Woiwodschaften Kujawien-Pommern, Ermland-Masuren und Podlachien verbindet. Innerhalb Kalinowos trifft die in Nord-Süd-Richtung verlaufende Woiwodschaftsstraße DW661 auf die Landesstraße DK16.
Der nächstgelegene internationale Flughafen ist Danzig und liegt für den Zubringerverkehr in weiter Entfernung.

## Persönlichkeiten
In Kalinowo (Kallinowen/Dreimühlen) geboren:
- Julius Kiehl (1808–1868), Pfarrer in Mensguth
- Karl Schellong (1805–1868), Pfarrer in Arys
- Louis Schellong (1827–1897), Superintendent in Marggrabowa
- Franz Schellong (1836–1912), Richter am Preußischen Oberverwaltungsgericht
- Heinrich Schellong (1838–1898), Schulrat in Königsberg (Preußen).

Wegen der vielen Schellongs wurde Kallinowen auch Schellongowen genannt.